# Vasilis Kekatos
Vasilis Kekatos (griechisch Βασίλης Κεκάτος; * 1991, Metaxata auf Kefalonia) ist ein griechischer Regisseur und Drehbuchautor. Er war der erste Grieche, der für einen Kurzfilm die Goldene Palme beim Internationalen Filmfestival von Cannes gewann.

## Leben und Karriere
Vasilis Kekatos wuchs auf der griechischen Insel Kefalonia auf und ging nach der Schule zum Studieren nach Athen. Nach einem Jahr brach er sein Jurastudium ab und entschied sich für ein Studium des Fachs Film und an der Brunel University in London. Seinen Abschluss machte er 2013 mit Auszeichnung. Erst nach dem Ableisten des obligatorischen neunmonatigen Militärdiensts beschloss er, statt weiter zu studieren, das Filmen zu seinem Beruf zu machen. Schon sein erster Kurzfilm Anadromos nahm 2015 am Internationalen Kurzfilmfestival von Drama (Griechenland) teil.
Durch seinen 2016 gedrehten Kurzfilm Zero Star Hotel gewann er beim Sundance Film Festival den Kurzfilmwettbewerb Challenge „What´s Next?“ und erhielt ein damit verbundenes Stipendium des Sundance Instituts. Zwei Jahre später nahm sein Film The Silence of The Dying Fish wiederum am Sundance Film Festival teil.
Sein Kurzfilm I Apostasi Anamesa Ston Ourano Ki Emas, der von einem zufälligen Treffen zweier homosexueller, junger Männer an einer einsamen Tankstelle an der Nationalstraße Richtung Athen handelt, wurde zu mehreren internationalen Filmfestivals eingeladen. Er nahm in Drama, Locarno, Salt Lake City (Sundance), Sarajewo, Tallinn Black Nights, Palm Springs und Telluride teil. Bei den Internationalen Filmfestspielen von Cannes 2019 wurde I Apostasi Anamesa Ston Ourano Ki Emas mit der Goldenen Palme des besten Kurzfilms ausgezeichnet. Dieser Film erhielt dort auch die Queer Palm.
2023 drehte Vasilis Kekatos die Fernsehserie Milky Way, in der eine 17-jährige Schülerin aus der Provinz schwanger wird und ihre Zukunftsträume dadurch überdenken muss. Die Serie wurde im griechischen Fernsehsender MEGA und auf Vodafon TV gezeigt. Außerdem wurde sie als erste griechische Serie von der amerikanischen Fernsehproduktions- und Vertriebsgesellschaft Fith Season gekauft. Auf Variety.com wurde Milky Way von Christopher Vourlias als “groundbreaking” (bahnbrechend) bezeichnet.  Ein Vertreter von Fith Season bezeichnete Vasilis Kekatos als „incredibly talented writer-director“ (unglaublich talentierter Drehbuchautor und Regisseur).
2025 nahm Kekatos mit seinem ersten langen Spielfilm I Agries Meres Mas in der Sektion Generation 14 Plus der 75. Berlinale teil, wo der Film Weltpremiere feierte.
Neben seiner Tätigkeit als Filmschaffender ist Vasilis Kekatos auch im Bereich der Fotografie aktiv. Er machte 2020 ein Fotoshooting des bekannten kanadischen Models Winnie Harlow für die griechische Modezeitschrift Vogue, das Shooting stellte die Schönheit der Vielfalt in den Mittelpunkt.

## Auszeichnungen
- 2019: Goldene Palme (Internationales Filmfestival von Cannes)
- 2019: Queer Palm (Internationales Filmfestival von Cannes)
- 2023: Eine der 10 Persönlichkeiten des Jahres (griechischen Tageszeitung To Vima)[8]
- 2025: Teilnahme an der 75. Berlinale

## Filmografie
- 2015: Anadromos (Ανάδρομος, Umgekehrt) (Kurzfilm, Regie und Drehbuch)
- 2016: Zero Star Hotel (Kurzfilm, Regie und Drehbuch)
- 2018: I Sigi Ton Psarion Otan Pethainoun (Η σιγή των ψαριών όταν πεθαίνουν, The Silence of the Dying fish) (Kurzfilm, Regie und Drehbuch)
- 2019: I Apostasi Anamesa Ston Ourano Ki Emas (Η απόσταση ανάμεσα στον ουρανό κι εμάς, Der Abstand zwischen dem Himmel und uns) (Kurzfilm, Regie und Drehbuch)
- 2023: Milky Way (Fernsehserie, Regie und Drehbuch)
- 2025: I Agries Meres Mas (Οι άγριες μέρες μας, Our Wildest Days) (Spielfilm, Regie und Drehbuch)